# Häcker-Wiehenstadion
Das Wiehenstadion (offizieller Sponsorenname: Häcker-Wiehenstadion) ist ein Fußballstadion im Ortsteil Schwenningdorf der nordrhein-westfälischen Gemeinde Rödinghausen. Es ist die Heimspielstätte des Fußballvereins SV Rödinghausen.

## Geschichte
2009 bekundete der „Seniorchef“ des Rödinghauser Unternehmens Häcker Küchen Horst Finkemeier den Willen, den örtlichen Sportplatz des in der Saison 2009/10 noch in der Kreisliga A spielenden SV Rödinghausen zum Stadion auszubauen. 2009 wurde zunächst ein Kunstrasennebenplatz errichtet. Während der Planungsphase wurden die Aufgabenteilung und Finanzierung zwischen Gemeinde, Investor und Verein vertraglich vereinbart. Über die Ausgestaltung der Verträge kam es im Rat der Gemeinde Rödinghausen zu einem Streit, der zunächst soweit eskalierte, dass Finkemeier sein Angebot zurückzog. Nach der Kommunalwahl Mitte 2009 konnte die das Stadion befürwortende SPD-Fraktion ihre absolute Mehrheit im Rat zurückerlangen, so dass das Vorhaben schließlich auch im Rat eine Mehrheit fand. Im April 2010 wurde mit dem Bau des Stadions begonnen. Das erste Spiel fand im November 2010 im damals sich noch im Rohbau befindlichen Stadion statt. Für das Pokalspiel gegen den SC Verl wurde das Stadion provisorisch hergerichtet. Die offizielle Eröffnung folgte im August 2011. Eine in der Planungsphase in Aussicht gestellte Schenkung zugunsten des Vereins und der Gemeinde wurde bisher nicht umgesetzt. Eigentümer der Anlage ist Stand Mitte 2012 weiterhin das Unternehmen Häcker Küchen. Zu Beginn der Oberliga-Saison 2013/14 wurde die Tribüne um einen Anbau erweitert, der weitere Funktions- und Sanitärräume sowie einen weiteren Bierstand beinhaltet. Im April 2014 erhielt das Stadion eine 4,6 m mal 2,9 m große LED-Anzeigetafel.
Um den Lizenzregularien der Regionalliga zu entsprechen, wurde zur Saison 2014/15 das Stadion um eine eingezäunte Stehplatztribüne auf der Gegengerade erweitert, die einen getrennten Zugang für Gästefans aufweist. Die Kapazität der im Juli 2014 fertiggestellten nicht überdachten Stehplatztribüne beträgt etwa 950 Zuschauer. Dadurch erhöht sich die Stadionkapazität auf rund 3140 Plätze. Entlang der Gegengeraden wurden Rotationsbanden installiert.
Nach dem Ludwig-Jahn-Stadion in Herford ist das Wiehenstadion das zweitgrößte Stadion im Kreis Herford.

## Name
Der Name Wiehenstadion leitet sich vom örtlichen Wiehengebirge ab, das in der lokalen Umgangssprache Wiehen genannt wird. Der örtliche Küchenhersteller Häcker Küchen ist Eigentümer des Stadions und Sponsor des SV Rödinghausen. Daher trägt das Stadion offiziell den Sponsorennamen Häcker-Wiehenstadion.

## Baubeschreibung
Die Anlage ist als reines Fußballstadion ohne Leichtathletikanlage konzipiert. Die Fassungskapazität beträgt rund 3.140 Zuschauer, davon 1.489 Sitzplätze und 400 Stehplätze auf  der vollständig überdachten Tribüne. Der Bau besteht aus der Haupttribüne mit den überdachten Plätzen und der rund 950 Zuschauer fassenden nicht überdachten Stehplatztribüne entlang der Gegengeraden. In der Haupttribüne ist eine VIP-Lounge, ein Restaurant sowie ein Bier-/Würstchenstand untergebracht. Daneben befinden sich dort weitere Funktions- und Lagerräume, die Geschäftsstelle und der Fanshop des Vereins. Rund 80 Sitzplätze auf der Tribüne sind für Ehrengäste bestuhlt. Daneben verfügt das Stadion über sieben Presseplätze und Sprecherkabine. Zur Gesamtanlage gehören zwei Kunstrasennebenplätze, davon ein Halbfeldplatz.

### Daten
- Gesamtkapazität: 3.140[2][8]
- Sitzplätze: 1.489 überdachte Sitzplätze, davon 78 VIP-Sitzplätze[2]
- Stehplätze: 1.651, davon 400 überdacht[2][8]
- Presseplätze: 7 Presseplätze mit Pult[2]
- VIP-Lounges: 1 mit mindestens 78 Plätzen[2][18],
- Flutlichtanlage: 81 Kilowatt Leistungsaufnahme, 550 Lux[2]
- Spielfeld: Naturrasen, 105 × 68 m[2]
- Nebenplätze: 1 Kunstrasenplatz (1.200 Stehplätze, davon 200 überdachte)[17], 1 Kunstrasenkleinfeld
- Sonstiges: Geschäftsstelle und Fanshop SV Rödinghausen, Sportslounge mit 120 Plätzen[16]
- Eröffnung:
  - Inoffiziell: 17. November 2010, SV Rödinghausen – SC Verl, Endergebnis 1:4, Achtelfinale Westfalenpokal, 1.700 Zuschauer. Erstes Tor: Marco Kaminski (SC Verl).[4][5][19]
(Der Innenausbau des Stadions war zu diesem Zeitpunkt noch nicht vollständig abgeschlossen.)
  - Offiziell: 14. August 2011: SV Rödinghausen – SC Verl, Endergebnis 1:5, Freundschaftsspiel, 900 Zuschauer[6][20]
- Zuschauerrekord bei Pflichtspielen: 11. August 2019: SV Rödinghausen – SC Paderborn 07, Endergebnis 2:4 im Elfmeterschießen (3:3 0:2), 1. Runde DFB-Pokal 2019/20: 2.236 Zuschauer (ausverkauft, maximale vom DFB zugelassene Kapazität für dieses Spiel)[21]